# Museum am Wasserturm Hohenlockstedt

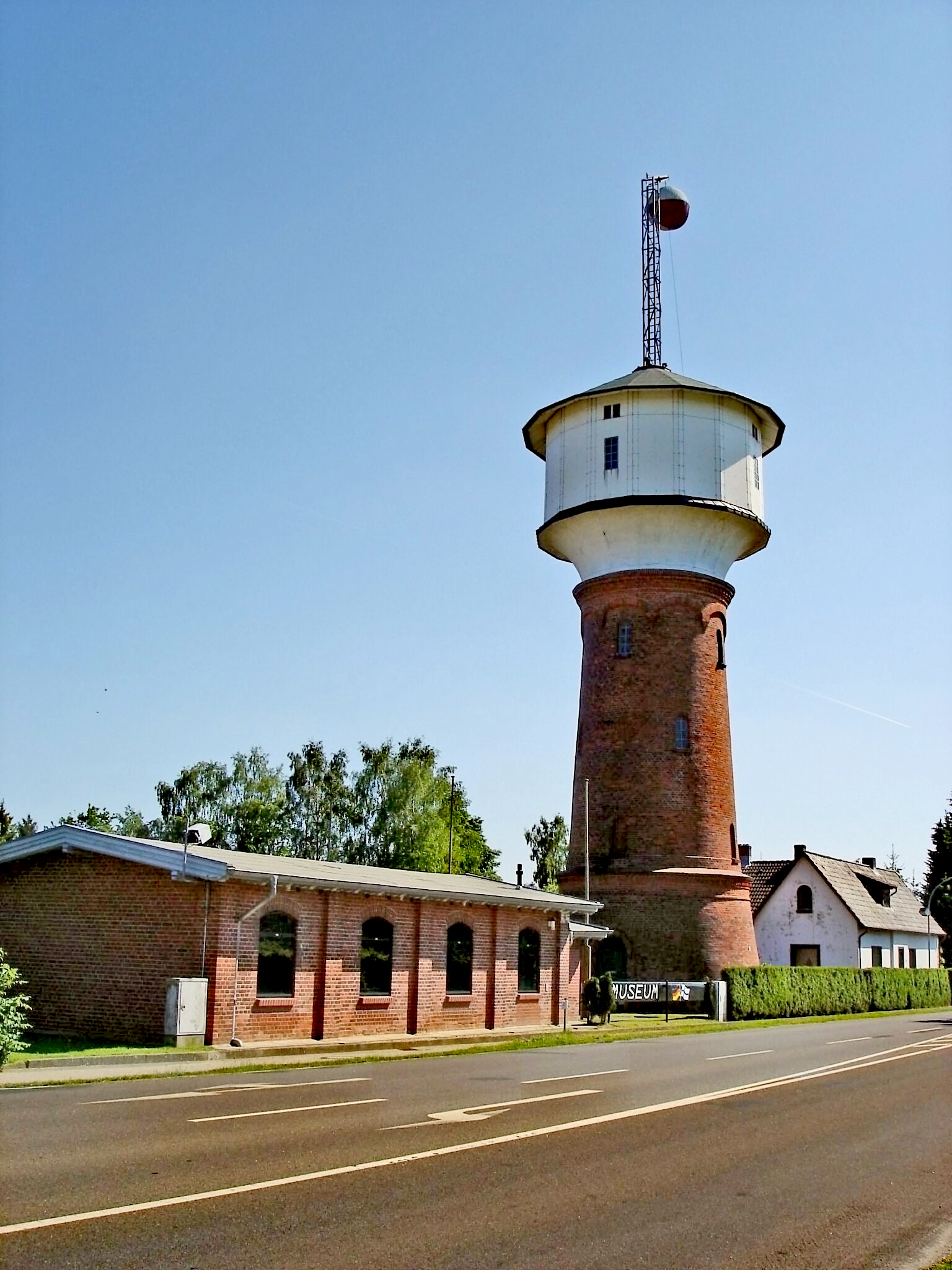
Das Museumsgebäude unterhalb des Wasserturmes

Das Museum am Wasserturm Hohenlockstedt ist ein seit 2002 bestehendes Heimatmuseum in Schleswig-Holstein. Es befindet sich im denkmalgeschützten ehemaligen Maschinenhaus am Wasserturm in Hohenlockstedt. 

## Ausstellung
Das Museum gliedert sich in drei Abteilungen. Hauptschwerpunkt ist die Geschichte des Lockstedter Lagers, daneben auch eine Dauerausstellung zur Geschichte der Finnischen Jäger. Sonderausstellungen zu speziellen, oft ortsbezogenen Themen finden ebenfalls statt.

## Organisatorisches
Das Museum wird durch einen Museumsverein betrieben und ist sonntags am Nachmittag geöffnet.